# Ту-16
Ту-16 (виріб «Н», за кодифікуванням НАТО — Badger) — радянський важкий двомоторний реактивний багатоцільовий літак: дальній бомбардувальник, протикорабельний літак та ракетоносець. Став першим дальнім швидкісним літаком-ракетоносцем СРСР. Серійно випускався з 1953 до 1963 року трьома авіаційними заводами. За час виробництва було виготовлено понад півтори тисячі літаків Ту-16. Випускався в різних модифікаціях, включаючи літак-заправник, літак РЕБ та інші. У Військово-повітряних силах СРСР Ту-16 експлуатувався протягом півсторіччя — від часу свого створення до розпаду СРСР та закінчення «холодної війни». Знятий з озброєння в середині 1990-х. Також перебував на озброєнні Єгипту, Іраку та Індонезії.
Станом на 2025 рік, єдиним оператором Ту-16 є КНР, яка випускає його за ліцензією під назвою Xi'an H-6.

## Історія розробки і виробництва
Першим радянським післявоєнним дальнім носієм ядерної зброї став Ту-4, поршневий чотиримоторний літак — копія американського B-29 Superfortress. Але вже у другій половині 1940-х років стало зрозуміло, що майбутнє далекої бомбардувальної авіації за літаками з турбореактивними і турбогвинтовими двигунами. Це підтвердили результати Корейської війни, що показали складність прориву потужної ППО тихохідними, хоч і добре озброєними, B-29. Крім того, радянському військово-морському флоту потрібен був літак для стримування переважаючих надводних сил західних флотів.
Технічне завдання на створення літака з робочою дальністю близько 3000 км, білязвуковою крейсерською швидкістю і бомбовим навантаженням 3-7 тонн було готове у 1948 році, але розробку стримувала відсутність відповідного турбореактивного двигуна. Конструкторське бюро Туполєва в цей час розробляло низку експериментальних моделей, які і стали прототипами Ту-16. Серед них модель «82» — перший фронтовий бомбардувальник зі стрілоподібним крилом і двома реактивними двигунами. Літак «82» не пішов у серію через те, що на озброєння був прийнятий Іл-28 конкуруючого конструкторського бюро Іллюшина. Однак ці напрацювання були використані при проєктуванні фронтового бомбардувальника Ту-22. Безпосереднім попередником Ту-16 став проєкт «86», розробка якого була розпочата наприкінці 1948 і завершена до літа 1949 року. Проєкт передбачав дальність польоту з 2 тоннами бомб до 4000 км, максимальну швидкість на висоті 6000 м — 980 км/год, практичну стелю 13400 м.
29 серпня 1949 року СРСР провів випробування ядерної бомби РДС-1 і почав підготовку до серійного виробництва бомби РДС-3. Нові дальні бомбардувальники мали доставити бомбу, вага якої перевищувала 5 тонн, до цілі. Крім того, ядерний боєприпас вимагав наявності термостатованого бомбового відсіку та заходів захисту від впливу уражаючих факторів ядерної зброї на екіпаж і літак. Потрібен був бомбардувальник, який доставляє ядерну бомбу на дальність, доступну Ту-4, але здатний літати вдвічі швидше за нього. Дослідження конструкторського бюро Туполєва за проєктом «86» довели, що побудова швидкісного дальнього реактивного носія ядерної зброї може бути досягнута збільшенням маси і розміру, зі збільшенням тяги двигунів у півтора — двічі. Так було започатковано проєкт «88» з розміщенням більш потужних двигунів в корені крила, а не під ним, який деякий час розроблявся ініціативно. Частина рішень проєкту «86», склад і розташування екіпажу, оборонного озброєння, перенесли в проєкт «88», який зрештою став Ту-16. Ескізний проєкт літака затверджений 5 липня 1951 року.
Головний конструктор Ту-16 — Марков Дмитро Сергійович. Конструкція літака включала ряд рис, що надали Ту-16 дуже характерний зовнішній вигляд — «втоплені» у фюзеляж гондоли двигунів, велика стрілоподібність хвостового оперення, жорстка конструкція крила великого подовження. Одним з успіхів конструкторів стало крило Ту-16. Два лонжерони, верхня і нижні панелі крила утворювали жорсткий кесон. На американських бомбардувальниках B-47 і B-52 з крилами великого подовження, створених у той же час, задля погашення бовтанки значним вигином крила, воно робилося дуже гнучким. Конструкція американців вийшла легшою, але жорсткість крила Ту-16 поліпшила втомну міцність. На крилах B-47 і B-52 виникали тріщини, через що їх конструкцію неодноразово посилювали. До того ж середні носії ядерних бомб в США стали готувати до застосування з малих висот і бомбометанню з кабрування і перевороту для забезпечення безпеки носія, що сильно скоротило термін служби B-47, який стояв на озброєнні лише до кінця 1960-х років.
Після доопрацювань, пов'язаних з необхідністю полегшити літак і одночасно забезпечити йому захист від факторів ураження ядерного вибуху, Ту-16 був прийнятий на озброєння у травні 1953 року. Перший серійний літак побудований на авіазаводі № 22 в Казані 29 жовтня 1953 року. Публічний показ літака відбувся на параді в Москві 1 травня 1954 року, прольотом над Красною площею дев'ятки бомбардувальників 203-го важкобомбардувального авіаполку.
Серійне виробництво Ту-16 розгорнули на трьох заводах з 1953 до кінця 1963 року — на Казанському авіазаводі випущено 800 машин, на Куйбишевському авіазаводі № 1 у 1954—1960 роках — 543 одиниці і на Воронезькому авіазаводі № 64 — 166. Збудовано 40 серій Ту-16 одинадцяти модифікацій, а з урахуванням доробок побудованих літаків, — понад 50 різновидів. У СРСР Ту-16 став першим дальнім швидкісним літаком-ракетоносцем. Експлуатація Ту-16 надала досвід для створення важких швидкісних літаків, включаючи перший радянський турбореактивний лайнер Ту-104. У пострадянських країнах Ту-16 літали до середини 1990-х з мінімумом експлуатаційних доробок, завдяки їх виключно надійній конструкції, ставши одним з найбільш довгоживучих бойових літаків в радянській авіації. Китайська копія Ту-16 Xian H-6 перебуває на озброєнні досі. Остання модифікація Xian H-6K з двоконтурними турбовентиляторними двигунами Д-30КП-2 проведена у 2007 році, а з 2011 року вони надійшли на озброєння НВАК.

## Конструкція і обладнання, комплект озброєння

Схематичне креслення Ту-16

Ту-16 являє собою моноплан із стрілоподібним середньорозташованим крилом (стріловидність по лінії чвертей хорд становить 35º з поперечним V мінус 3º) і двома турбореактивними двигунами Мікуліна АМ-3 з тягою по 8750 кгс (після 1958 року встановлювалися РД-3М-500 з тягою 9520 кгс (число 500 — це збільшений міжремонтний ресурс до 500 годин, потім міжремонтний ресурс двигуна був доведений до 2000 годин, без зміни в маркуванні двигуна) в гондолах з боків фюзеляжу, вбудованих в центроплан. Фюзеляж сигароподібної форми, круглого перетину в носовій частині, з поступовим обтисненням з боків до корми. Технологічно складається з шести відсіків: ліхтар (Ф-1), передня гермокабіна (Ф-2), центроплан (Ф-3), вантажний (бомбовий) відсік (Ф-4), задній технічний відсік (Ф-5), кормова гермокабіна (Ф-6).
Крило дволонжеронне, кесонної конструкції, в районі двигунів встановлені силові рами. Для запобігання пошкодження фюзеляжу гарячими струменями від двигунів останні розгорнуті соплами назовні на 4º. У конструкції літака широко використовувалися алюмінієві сплави АК-6, АК-8, В-95, АМГ і АМЦ, магнієві сплави, склотекстоліт. Зтікачі газів за соплами і обшивка в районі верхньої турелі виконані з неіржавіючої сталі.

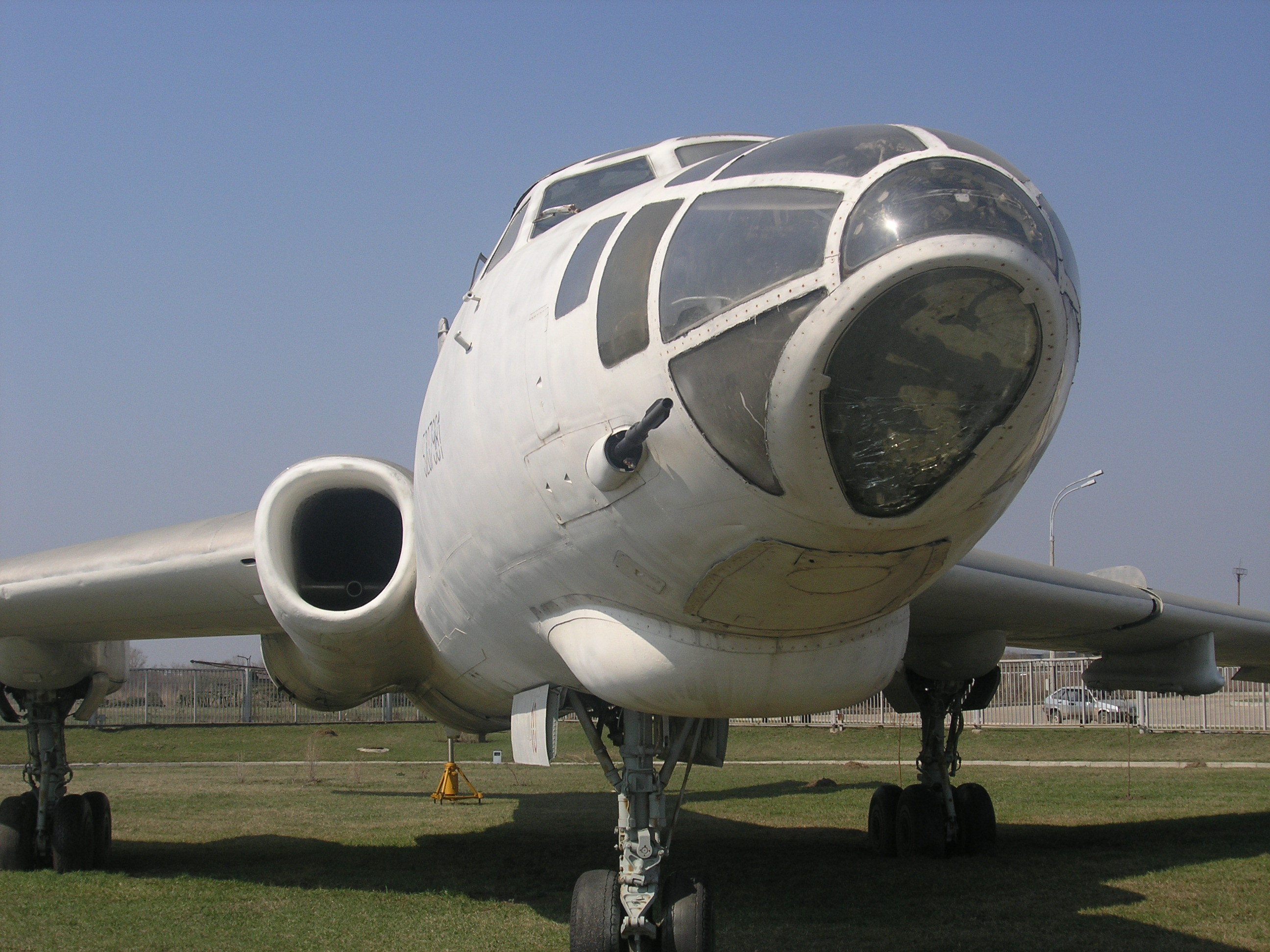
Передня частина фюзеляжу

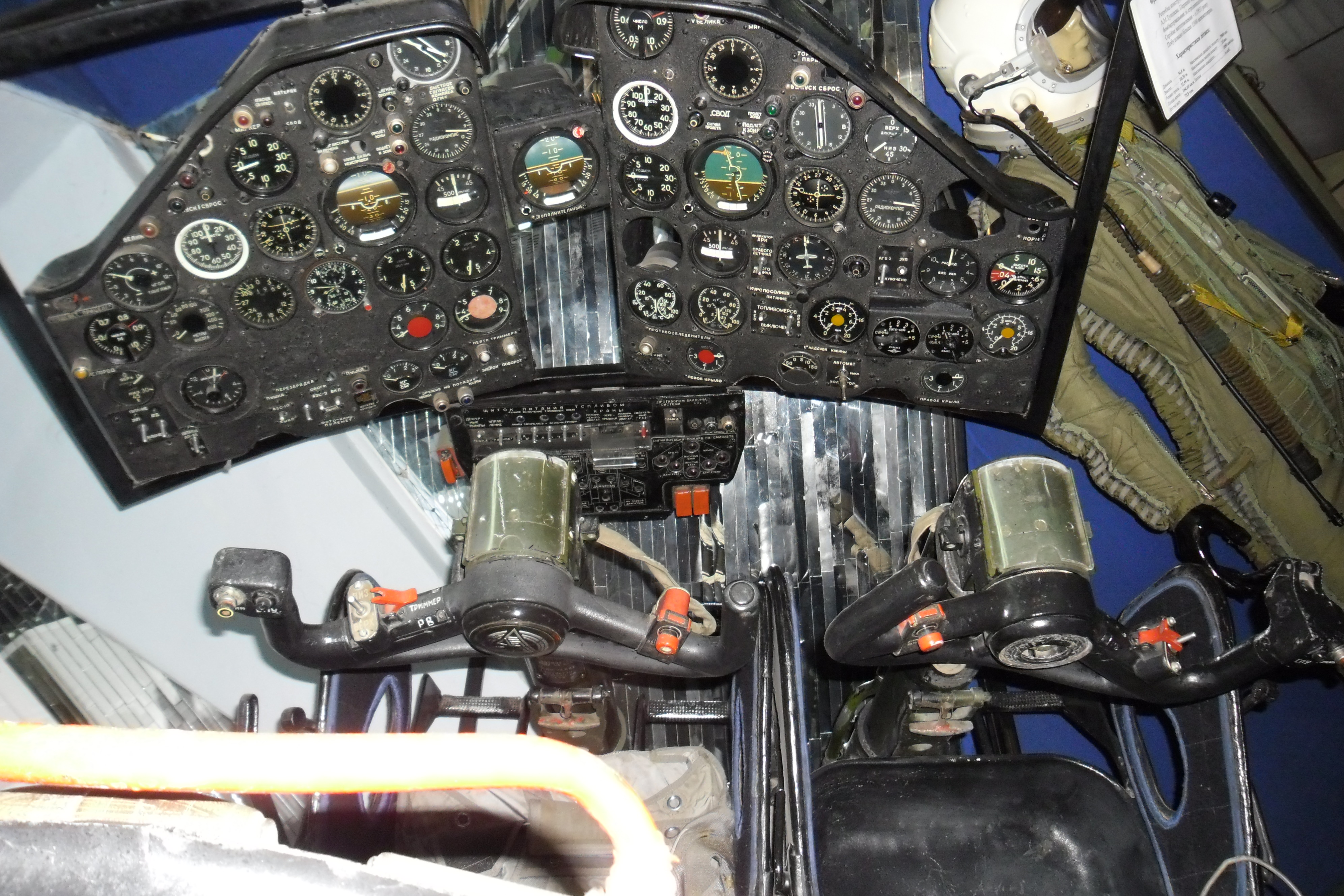
Фрагмент кабіни пілотів Ту-16

Екіпаж літака складався, як правило, з шести осіб — командира корабля, помічник командира, штурмана, другого штурмана (штурмана-оператора), повітряного стрільця-радиста і командира вогневих установок або оператора засобів РЕБ. Вхід у кабіни здійснювався через відкидні вниз вхідні люки з драбинками. На ракетних варіантах кабіна штурмана являла собою бочкоподібну конструкцію, яка підвішувалася в задній частині вантажного відсіку, з маленьким овальним віконцем на стелі. Катапультування всіх членів екіпажу здійснювалося вниз, за винятком двох пілотів — вгору, причому перед катапультуванням крісла льотчиків по рейках відкочувалися назад, для запобігання травмування об штурвальні колонки. Для порятунку екіпажу на морі на верхній частині фюзеляжу в двох контейнерах вкладалися надувні човни ЛАС-5.
Паливна система складалася з десяти груп баків (27 фюзеляжних і площинних баків) загальною ємністю 43800 літрів авіаційного гасу ТС або Т-1. Пусковим паливом для турбостартерів двигунів використовувався бензин Б-70. Застосовувалася паливна автоматика витрат і ємнісні палевоміри. Насоси — відцентрового типу. Заправка здійснювалася через заправні горловини баків роздавальним пістолетом, централізованої системи не було.
Система управління літаком — класична безбустерна, з механічною проводкою, здвоєна. Управління по крену — елеронами, по тангажу — рулем висоти, за курсом — рулем напрямку. Стабілізатор фіксованого кута. Для зняття навантажень застосовувалися тримери з електроприводом і тросовою дублюючою проводкою. Виконавчими агрегатами автопілота застосовувалися три електричні сервомашинки, включені в проводку управління. Закрилки — однощільові, з електроприводом.
Шасі — триопорне, з носовою стійкою з парою коліс. Передня стійка забирається у відсік фюзеляжу — нішу передньої ноги, основні стійки прибираються в гондоли шасі, з одночасним переворотом візків. На основних стійках чотириколісні візки з колесами 1100×330 «модель 26А», колодкового гальма камерного типу, що працювали від гідросистеми, з приводом від педалей управління колійного, обладнані протиюзовою автоматикою (інерційним автоматом розгальмовування). Для захисту корми машини при грубій посадці застосовувалася хвостова опора — п'ята, яка при польоті прибиралася. Прибирання-випуск і гальмування коліс здійснювалися від гідросистеми. Для зменшення пробігу використовувалася парашутна гальмівна система ПТ-16 з двома оригінальними гальмівними парашутами: полотнище кожного купола зшите з вузьких капронових стрічок і нагадувало сітку-авоську. Парашутний контейнер встановлений знизу фюзеляжу, в районі хвостової опори. Випуск гальмівного парашута і його скидання здійснювалося піропатронами ПП-3.

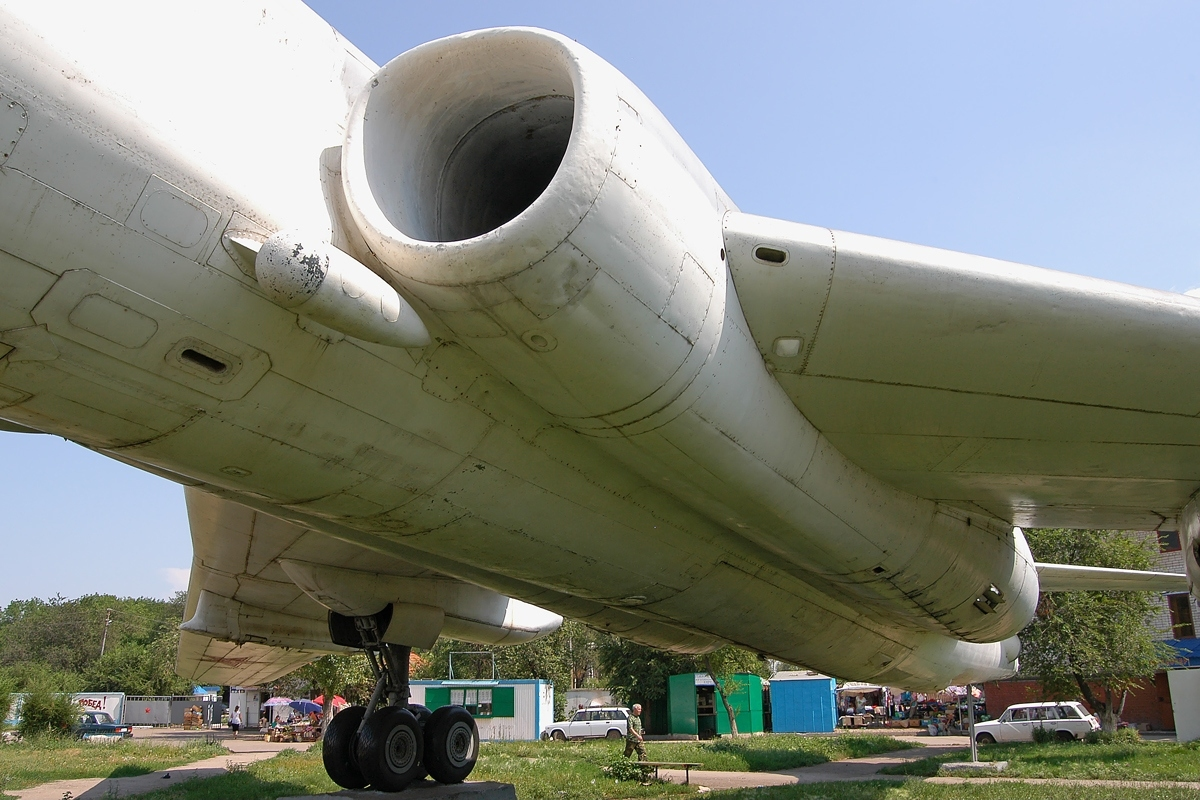
Середня частина фюзеляжу і гондола двигуна

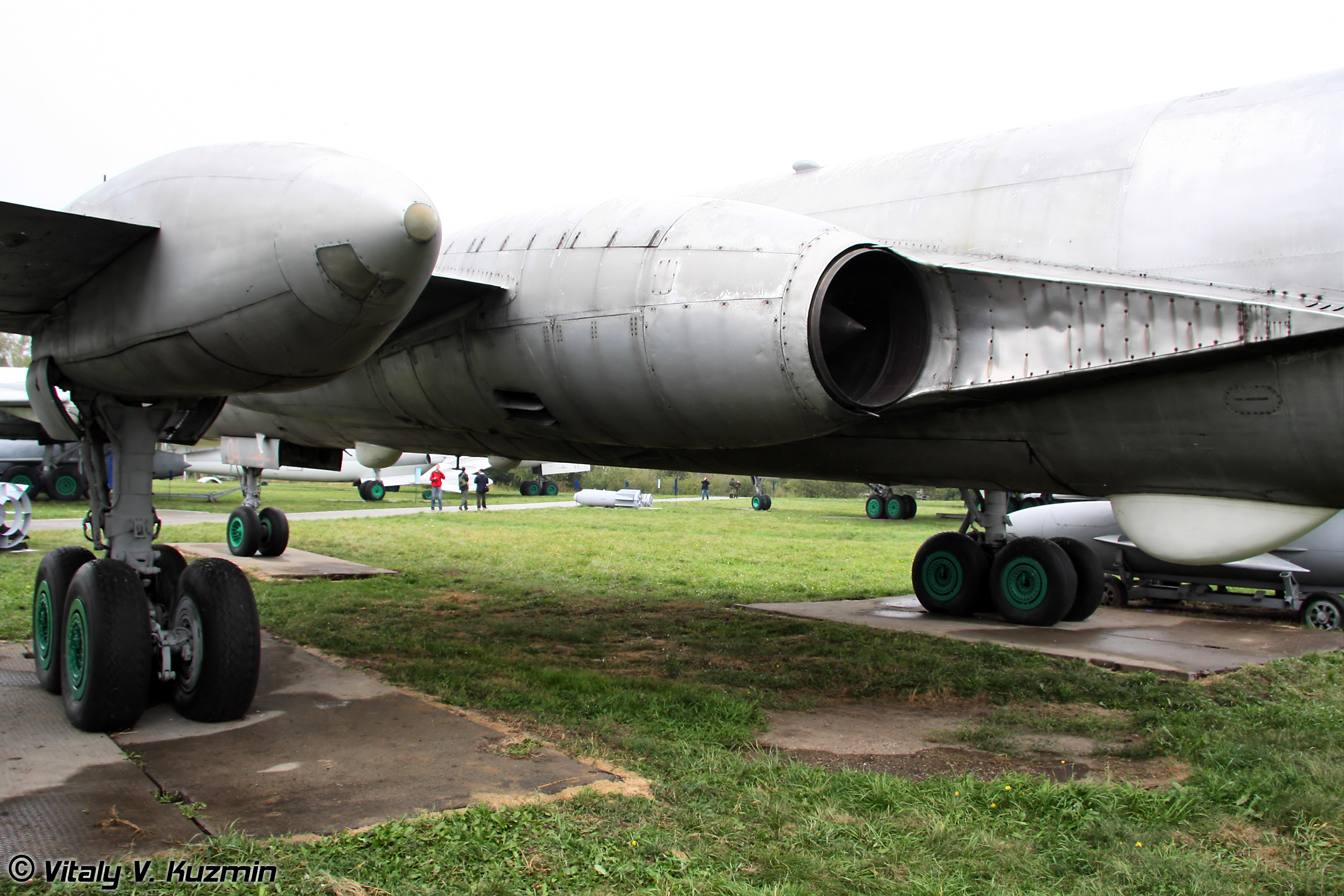
Гондола шасі, стійки, сопло лівого двигуна

На літаку були змонтовані дві гідросистеми, з тиском нагнітання 150 кгс/см³ гідравлічного масла АМГ-10, з електропривідними насосними станціями. Одна система була основною, друга — дублюючою. Вони слугували для приводу стулок бомболюка, фюзеляжного балочного тримача, шасі і гальм, приводу склоочисників на лобових стеклах льотчиків, розвороту передніх коліс. Колеса передньої ноги управлялися від штурвальчика з робочого місця командира.
Електрообладнання влаштоване за однопроводною схемою з загальним мінусом на корпусі. Джерелом постійного струму використовувалися чотири генератори ДСР-18000 (по два на кожному двигуні) і дві свинцево-кислотні акумуляторні батареї 12САМ-55 (кожна батарея складалася з двох акумуляторів 6САМ-55, з'єднаних послідовно). Також на літаку застосовувалася мережа 115 В 400 Гц, яка мала живлення від двох електромашинних перетворювачів ПО-4500. Крім цих джерел струму, на різних модифікаціях літака додатково встановлювалися різні перетворювачі електроенергії в різних поєднаннях, для живлення додатково встановленої апаратури і систем.
Системи запобігання обмерзанню на літаку були двох типів. Передня кромка крила і вхідні направляючі агрегати двигунів обігрівалися повітрям, відібраними від двигунів. Хвостове оперення обігрівалося електричними нагрівачами, встановленими всередині передньої кромки. Електропідігрів мали лобові силікатні стекла кабіни льотчиків і нижнє скло ліхтаря штурмана-навігатора.
Загальне внутрішнє освітлення кабін було звичайними білими лампами розжарення — точкові світильники на підкосах і стельові плафони ПС-45. Однак у польоті для освітлення приладових дощок використовувалися світильники ультрафіолетового опромінювання типу АРУФОШ-45 або АРУФОШ-50 з люмінесцентними лампами УФО-4А, які опромінювали світлосклад тимчасової дії, нанесений на шкали і стрілки приладів, а також на написи на приладових дошках і ручках керування, внаслідок чого збуджувалося світіння світлоскладу. До 1962 року шкали і стрілки приладів були покриті світлоскладом постійної дії на основі солей радію, що слабко світився під дією радіоактивних ізотопів. Ультрафіолетове освітлення призначалося в цьому випадку для збільшення яскравості світіння світлоскладу. Усі приладові дошки льотчиків і штурмана забарвлювалися матовою чорною фарбою, інше внутрішнє обладнання — в темно-зелений колір. Посадочні фари висувні, дві ПРФ-4 в нижній носовій частині фюзеляжу, руліжні — дві ФР-100 на передній стійці. На літаках, обладнаних приймачем палива заправки в крила, на лівому борту передньої гермокабіни також встановлювалася фара ФР-100 освітлення лівої площини. Два проблискових маяки червоного кольору з механічним обертанням ламп встановлювалися на нижній та верхній поверхнях фюзеляжу.  Деякі пізні машини мали маяки з імпульсними лампами дугового розряду. Бортові навігаційні вогні — стандартні, типу БАНО-45.

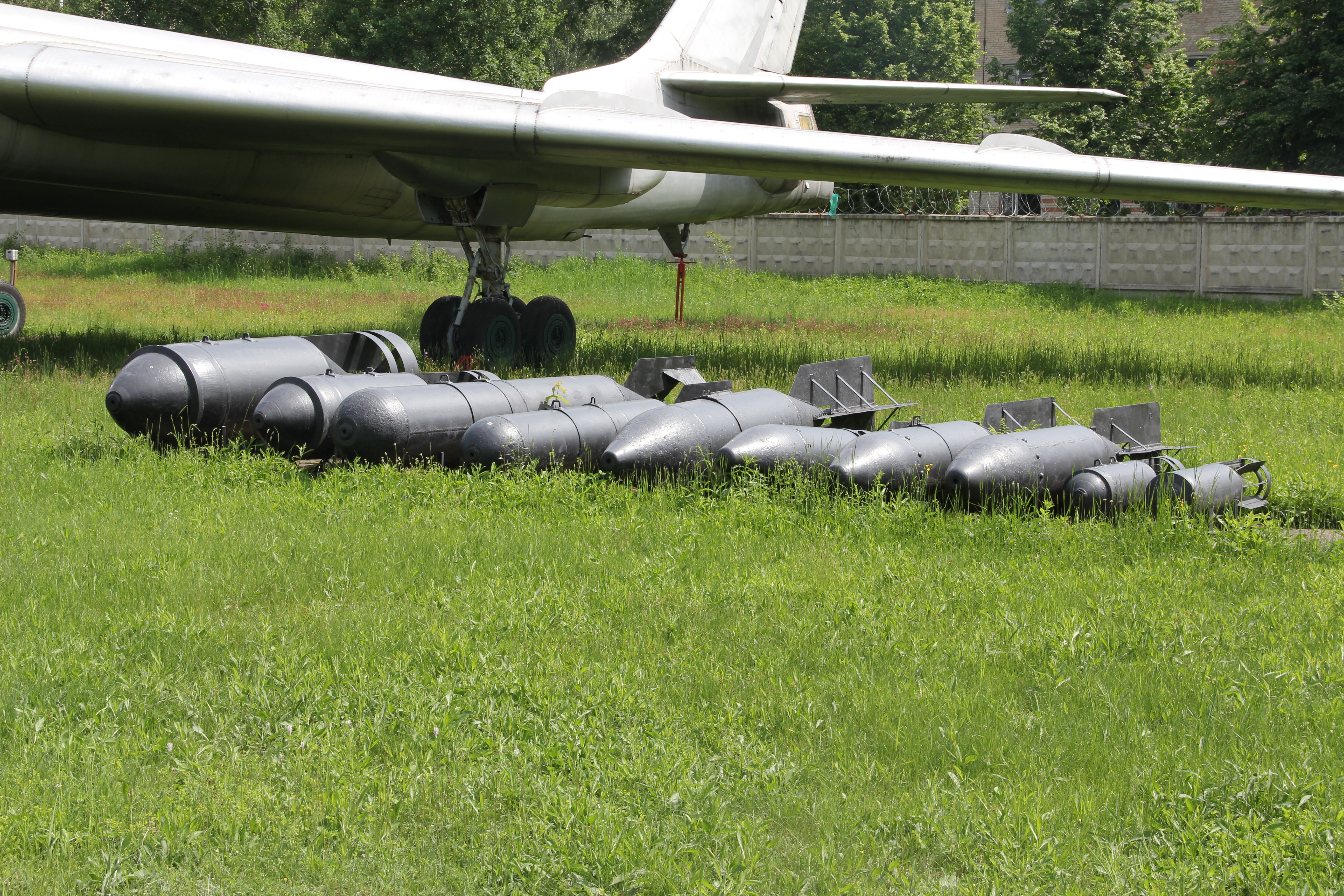
Демонстрація номенклатури боєприпасів вільного падіння під крилом Ту-16

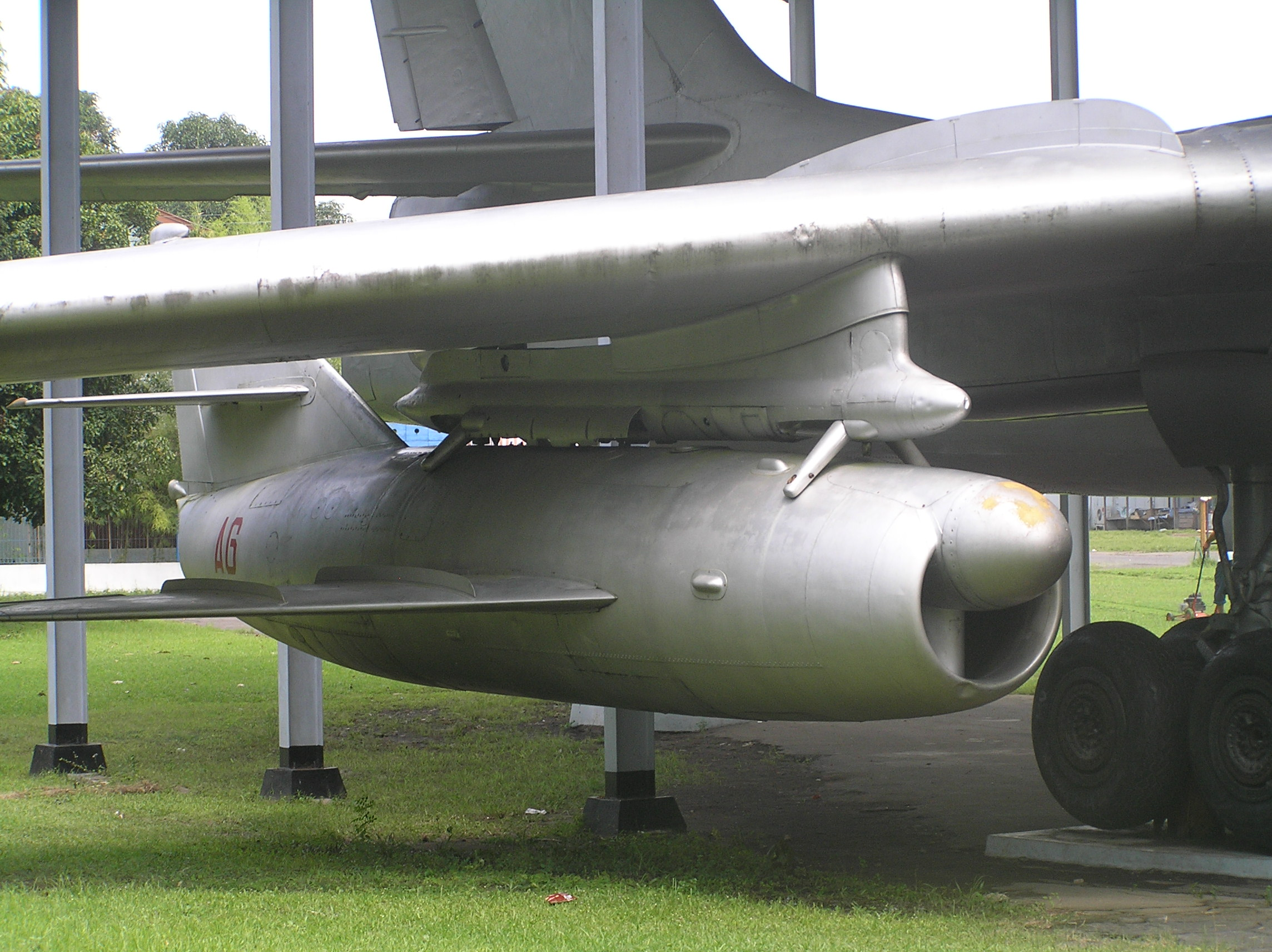
Літак-снаряд КС-1 — одна з перших крилатих ракет, прийнятих на озброєння Ту-16

Штатним оборонним озброєнням літака були три дистанційні баштові установки — верхня ДТ-В7, нижня ДТ-Н7С і кормова ДК-7 та одна носова гарматна установка ПУ-88 (на ракетних варіантах відсутня) — всього на літаку було сім двадцатитрьохміліметрових гармат АМ-23. Командир вогневої установки міг взяти управління усіма установками на себе, керуючи вогнем зі своєї прицільної станції. Стандартне бомбове навантаження у внутрішньому вантажовідсіку становило до 3000 кг, з перевантаженням можна було завантажити до 9 тонн бомб вільного падіння, у тому числі і дев'ятитонну протикорабельну фугасну бомбу ФАБ-9000 М-54, начинену 4297 кг тротилу. Передбачалася і зовнішня підвіска вільнопадаючих бомб на багатозамкові балкові тримачі.
У різних варіантах на літак також могли підвішуватися торпеди типу РАТ-52 або 45-56НТ, морські міни типу АМД, крилаті ракети КC-1 «Комета», надалі КСР-2, КСР-5, КСР-11, К-10С. Ракетоносець Ту-16К-10-26 міг відразу взяти три крилаті ракети — дві КСР-5 і одну К-10, при цьому бойове навантаження становило 12410 кг. Цей же ракетоносець міг доопрацьовуватися для зовнішньої підвіски бомб, для чого на крильові балки ракетної підвіски могли монтуватися спеціальні перехідні вузли, для підвіски бомб вільного падіння. Літак штатно був обладнаний різним підйомно-такелажним обладнанням, що полегшувало підвіску вантажів і зарядку гармат.
На літаку була встановлена найсучасніша на той час авіоніка — астрокомпаси АК-53П і ДАК-50М (ДАК-2), дистанційний екваторіальний астрокомпас типу ДАК-Б, секстант ІАС-51, навігаційний пристрій АНУ-1, дистанційний гірокомпас ДІК-46 (ДГМК-7), авіагоризонти АГБ-1 або АГБ-2 або дистанційний авіагоризонт типу АГД-1, гіронапівкомпас ЦПК-48 або ГПК-52, вимикач корекції ВК-53, електричний покажчик повороту ЭУП-46 або ЭУП-53. Радіонавігаційне обладнання — система СПИ-1, пізніше замінена на РСБН-З «Свод», радіокомпас АРК-5, радіовисотомір малих висот РВ-2 (РВ-РОЗУМ), радіовисотомір великих висот РВ-17М, система сліпої посадки «Материк». Після доопрацювання у 1980 році на деякі літаки встановили систему дальньої навігації РСДН А-711.

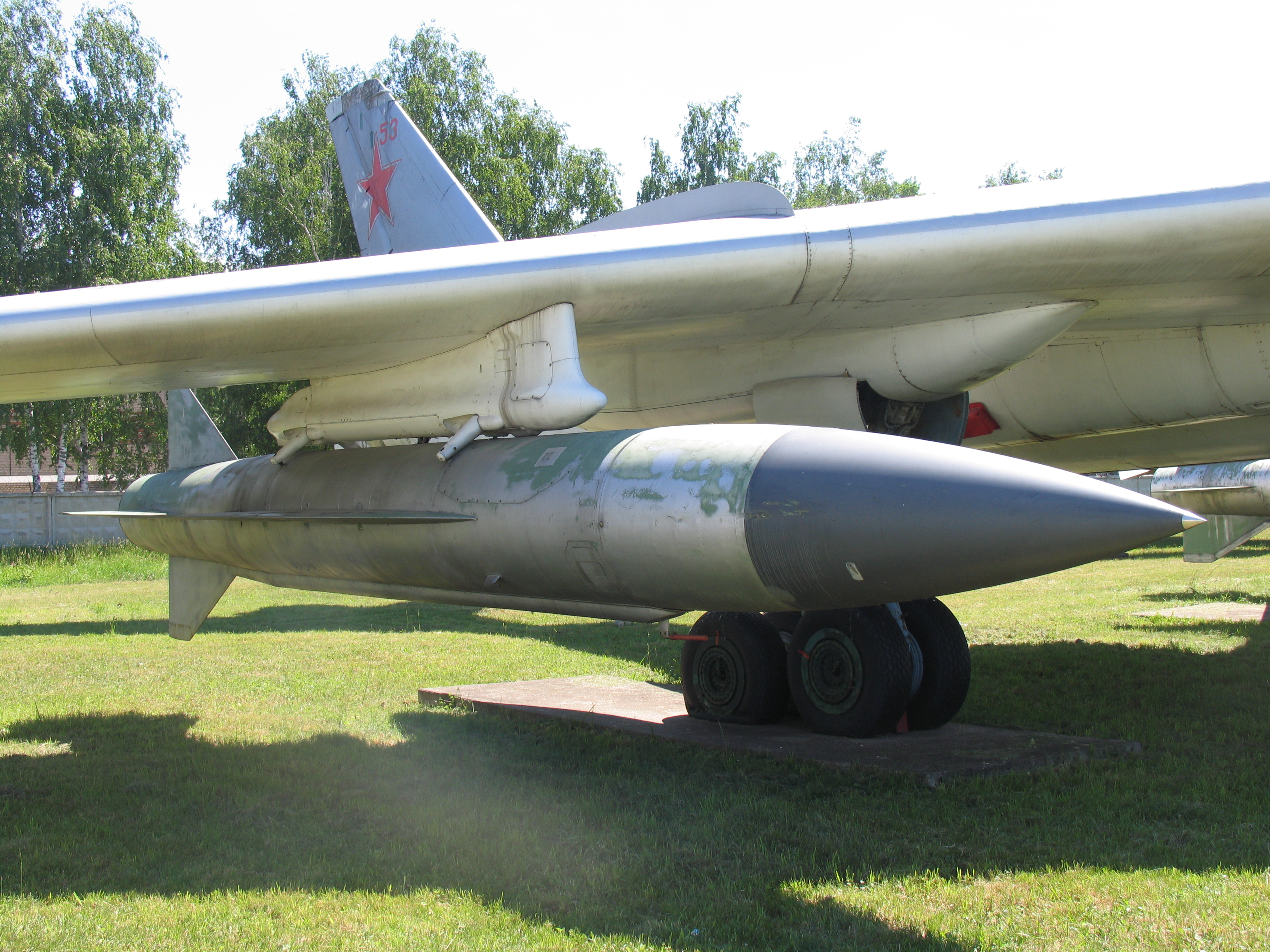
Ракета КСР-5 на правому криловому балочному тримачі. При польотах з несиметричною підвіскою ракету зазвичай підвішували під ліве крило

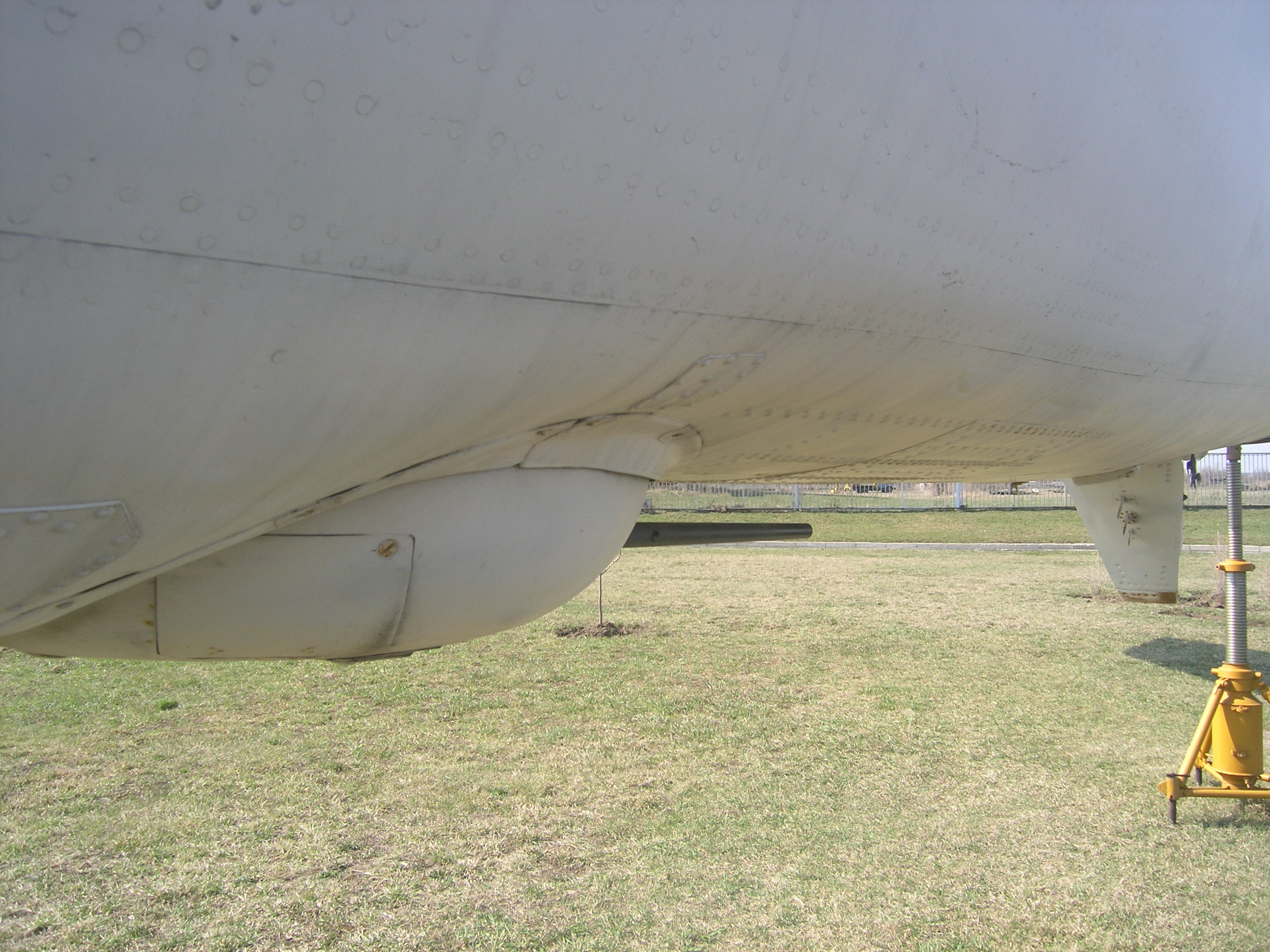
Нижня стрілецька установка. Видно випущена п'ята запобіжна

Для бомбометання по оптично видимим цілям використовувався векторно-синхронний оптичний бомбовий приціл ОПБ-11Р, пов'язаний по боковому каналу з автопілотом АП-5-2М (пізніше АП-6Е). По невидимим цілям прицілювання здійснювалося за допомогою радіоприцілу РБП-4 «Рубідій-ММ-П», пізніше заміненого на РБП-6 «Люстра» або «Рубін-1А», пов'язаного з навігаційно-бомбардувальним автоматом НБА. На ракетних варіантах літака застосовувалися РЛС «Кобальт-П», «Рубін-1», «Ріца», ЕН. Стрілецький радиоприціл у задній напівсфері — ПРС-1 «Аргон». Інше обладнання — доплерівський вимірювач швидкості і знесення ДИСС-1, прийомо-передавач системи радіолокаційного розпізнавання «свій-чужий» СРЗО-2М «Хром-Нікель», відповідач З-69, система попередження про радіолокаційне опромінення СПО-2 «Сирена-2» або СПО-3 «Сирена-3» (пізніше на ряді машин замінена на СПО-10 «Сирена-3М»).
Зв'язкове обладнання — короткохвильова радіостанція Р-807, командні КХ-радіостанції Р-808 або Р-836М «Гелій», радіостанція РСИУ-3М або Р-800 «Клен», або Р-802 «Дуб», або Р-832 «Евкаліпт-СМ». Аварійна середньохвильова радіостанція АВРУ-45 або Р-851 «Корал». Мовний реєстратор переговорів екіпажу МС-61, реєстратор польотних даних дванадцятиканальний МСРП-12-96, самописець барометричних даних польоту двокомпонентний К2-75 (К-2-713), трикомпонентний самописець — К3-63.
У двох гермокабінах літака до висоти 7250 м підтримувалися нормальні для життєдіяльності температура і тиск. Вище екіпаж використовував кисневі маски КП-16 або КП-24 (польоти без масок на висотах понад 4000 метрів не дозволялися). Запас рідкого кисню зберігався у двох кисневих приладах КПЖ-30. Штатною екіпіровкою екіпажу було стандартне льотно-технічне обмундирування, чорний шкіряний шлемофон типу ШЛ-82 з ларингофонами, окулярами і маскою та помаранчевий рятувальний надувний жилет. Морські рятувальні костюми типу МСК екіпажами ніколи не використовувалися, адже в системі кондиціонування літака були відсутні контури вентиляції МСК.
На початку 1950-х років бойова живучість Ту-16 мала забезпечуватися при обстрілі бронебійним трасуючим снарядом 20-мм авіагармати Hispano-Suiza HS.404, зокрема, локальним бронюванням кабіни пілотів і командира вогневих установок. Встановлювалися бронеспинки сидінь першого і другого пілотів товщиною 18 мм (сталева броня КВК-2/5Ц), у оператора — бронеспинкою і бронезаголовником завтовшки 15 мм. Бронювалася (алюмінієва броня АПБА-1) і підлога кабіни пілотів. У кормі літака стояли три бронескла і бронешпангоут (перегородка), з броні КВК-2, між установкою ДК-7 і задньою гермокабіною.
Більшість літаків повністю фарбувалася «сріблянкою» — фарбою на основі алюмінієвої пудри. Літаки бомбардувальних варіантів (а також переобладнані з таких) зафарбовувалися знизу і з боків у білий «протиатомний» колір. Єгипетські Ту-16 мали камуфльоване забарвлення. Радіопрозорі обтічники антен фарбувалися у кульовий (сірий) або сіро-зелений колір. Тример керма напрямку фарбувався зазвичай у яскраво-червоний (іноді фарбувалися тримери на усіх рулях). Всередині літак не фарбувався і мав колір жовтої ґрунтовки, також не було ніяких декоративних панелей і перегородок. Етажерки з обладнанням і полиці у відсіках, так-само як і інтер'єр кабіни, були пофарбовані в темно-зелений колір; агрегати, пульти та блоки були переважно чорні, деякі фарбувалися сріблянкою або молотковою емаллю. Спочатку на літаки наносилися бортові номери в районі передньої гермокабіни, надалі номери наносилися тільки на кілі і на стулках ніші передньої стійки шасі. Деякі з поставлених в Єгипет Ту-16 мали багатобарвний камуфляж. «Бортовий живопис» на Ту-16 не практикувався.

## Бойове застосування

### СРСР

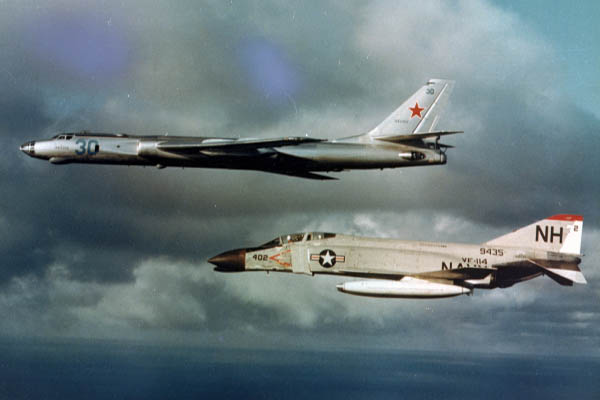
Розвідувальний Ту-16Р в супроводі винищувача F-4 ВМС США. Тихий океан, 1963 рік

Протягом десятиліть Ту-16 залишався основним літаком авіаційного компоненту стратегічних ядерних сил СРСР. Ту-16 морської авіації виконували завдання стеження і супроводу авіаносних ударних груп США у всій Північній півкулі. Іноді ці польоти призводили до аварій і катастроф. Так, 15 липня 1964 року, при виконанні вильоту на повітряну розвідку кораблів АУГ авіаносця Enterprise (CVN-65) в Японському морі, з невстановленої причини сталася авіаційна катастрофа літака Ту-16Р 50-го окремого дальньорозвідувального полку. 25 травня 1968 року на очах у моряків авіаносця Essex (CV-9) загинув в Норвезькому морі літак-розвідник Північного флоту. 27 червня 1980 року при розвідувальному обльоті групи кораблів Сил самооборони Японії було втрачено Ту-16Р авіації Тихоокеанського флоту.
23 травня 1958 року Ту-16 52-го важкобомбардувального полку виконав посадку на дрейфуючу крижину в районі арктичної станції СП-6. Однак при зльоті літак занесло і він зачепив Іл-14 (за іншою інформацією — Лі-2), обидва літаки отримали пошкодження. Ремонт Ту-16 виявився неможливим і літак майже рік дрейфував разом з полярниками. У вересні 1958 року його виявив канадський літак-розвідник і назрівав міжнародний скандал, тому з літака зняли все найцінніше і 16 квітня 1959 року його спалили. Разом з літаком на станції СП-6 перебував «в тривалому арктичному відрядженні» його технік.
У 1970 році радянський розвідувальний Ту-16 зіткнувся з F-4 Phantom ВМС США. В результаті зіткнення «Фантом» був втрачений. 4 жовтня 1973 року радянський Ту-16 ще раз зіткнувся з американським F-4, обидва літаки змогли повернутися на свої бази. За неофіційними даними, за період експлуатації в збройних силах СРСР в результаті авіаційних пригод було втрачено 145 літаків Ту-16, загинуло 709 людей.

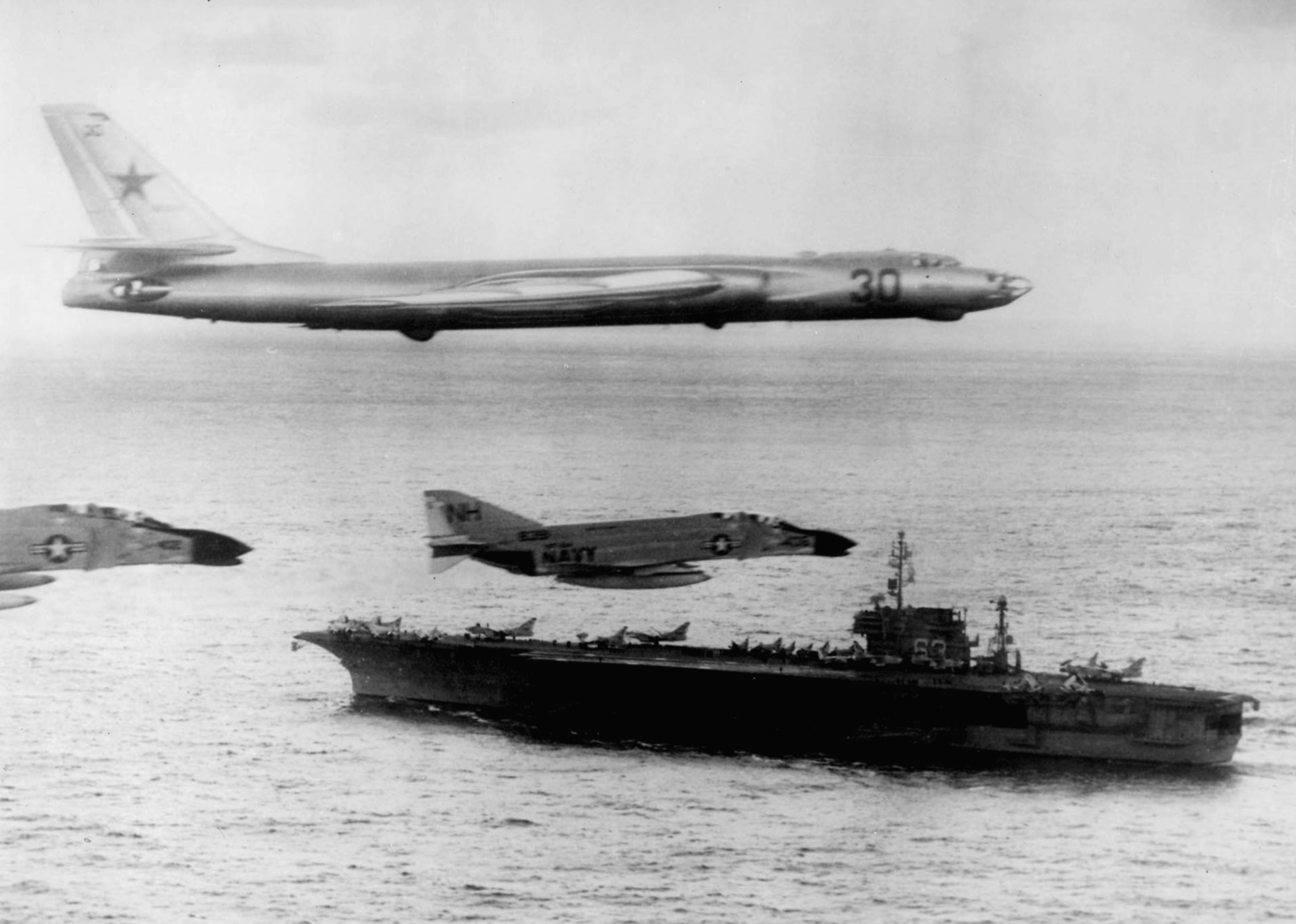
Проліт Ту-16 в безпосередній близькості від авіаносця Kitty Hawk (CVA-63). Радянський бомбардувальник супроводжують два F-4B ВМС США. 1963 рік

Ту-16 залучались до випробувань радянської ядерної зброї. В ході полігонних бомбардувань пройшли перевірку всі штатні спецбоєприпаси, включаючи ракети. Так, у 1957 році, тільки на Семипалатинському полігоні з Ту-16А відбулося не менше п'яти скидів атомних бомб — 8 березня, 22 і 26 серпня, 13 та 26 вересня. В наступному, 1958 році було проведено вісім ядерних бомбардувань: 4 січня, 13, 14, 15 (два), 18, 20 і 22 березня. Найбільше скидів — 24, здійснили у 1962 році. З Ту-16А була скинута і випробувана перша радянська термоядерна бомба РДС-37Д 22 листопада 1955 року на полігоні № 2 під Семипалатинськом. Надалі Ту-16А брали участь у випробуваннях РДС-37Д як у частковому виконанні (потужністю 900 кт), так і в повному (2,9 Мт) на Новій Землі. Крім того, Ту-16А активно використовувалися для скидання балістичних макетів перспективних боєприпасів як на цих полігонах, так і на полігонах в Багеровому і Ногінську. 22 серпня 1962 року Ту-16А 924-го мінно-торпедного авіаполку, злетівши з аеродрому Оленья, виконав реальний пуск крилатої ракети К-10С з ядерною бойовою частиною по цілі на Новій Землі. Останнє скидання атомної бомби в СРСР відбувся також з борта Ту-16 наприкінці 1962 року, перед вступом у силу Договору про заборону ядерних випробувань у трьох середовищах.
В Афганській війні Ту-16А, а також ракетоносці Ту-16КСР-2-5 і Ту-16КСР-2-5-11, розвідники Ту-16Р і постановники перешкод Ту-16П, оснащені бомбовим озброєнням, застосовувалися для ударів по базам і скупченням моджахедів. Типове бомбове навантаження включало 12 п'ятсоткілограмових ФАБ-500, в окремих випадках використовувалися бомби інших калібрів (250-, 1000-, 3000-, 5000- і 9000-кг). За три останніх місяці війни радянські Ту-16 скинули 289 бомб ФАБ-9000.
Бомбардування велись в денний час з допомогою оптичних прицілів. Дії Ту-16 забезпечували Ту-16П, які створювали радіоперешкоди радіолокаційним засобам системи ППО Пакистану. До операцій залучались практично всі полки, що експлуатували Ту-16 на Європейській частині СРСР. Вони перелітали в Середню Азію і здійснювали бойові вильоти з аеродромів Ханабад, Мари і Карші загонами по 3-4 або ескадрильями по 8-10 літаків. 22 квітня 1984 року в ході Панджшерської операції відбувся один з наймасовіших нальотів Ту-16 на бази моджахедів. У ньому брали участь 24 ракетоносців Ту-16КСР-2-5, озброєні ФАБ-250. Літаки, оснащені балочними утримувачами БДЗ-16К, несли по 40 бомб, а недопрацьовані під збільшене бомбове навантаження — по 24. Були задіяні дві ескадрильї 200-го гвардійського важкобомбардувального полку з Бобруйська і одна — 251-го гвардійського важкобомбардувального полку з Білої Церкви. Ескадрильї йшли бойовим порядком «пеленг» одна за одною. Спочатку бомбометання планувалося вести з висоти 6000 м, але літаки, що летіли щільним бойовим порядком, потрапили у хмарність, тож зважаючи на небезпеку зіткнень ешелон був збільшений до 8700-9500 метрів. У зв'язку з відсутністю видимості цілей бомбометання проводилося за допомогою системи РСДН. Перша вісімка піддалася зенітному обстрілу, але снаряди до літаків не дістали. Зенітні установки відразу були знищені, і наступні дві ескадрильї протидії не зустріли. Через 4 години після повернення в Карші екіпажі провели повторний виліт. Кожна група мала окремі цілі — загони моджахедів, що відступали у різних напрямках. Бомби скидалися з висоти 1500—2000 м на добре помітного на тлі снігу противника. Об'єктивний контроль проводився за допомогою Ту-16Р. На фотографіях було чітко видно, що бомбардувальники з поставленим завданням впоралися.
Влітку 1986 року перед Дальньою авіацією було поставлено завдання придушувати опорні пункти моджахедів, розміщені в печерах. Бомбометання звичайними калібрами не приносило результатів — печери були видовбані в камені і забетоновані. Було прийнято рішення використовувати найважчі з серійних звичайних авіабомб — ФАБ-9000. До того часу єдиним літаком радянських ВПС, який міг нести ФАБ-9000, був Ту-16 (всі 3М і М-4 були перероблені в танкери, а в Ту-95 теоретично можна було завантажити ФАБ-9000, але практично всі літаки були ракетоносцями і вимагали переобладнання). Завдання поставили перед 251-м важкобомбардувальним полком з Білої Церкви. Бомбометання важкими фугасами по схилах дало вражаючий ефект: схід сотень тонн каменів ховав гирла печер і підходи до них, на дно ущелин валилися карнизи, нечисленні дороги і стежки упиралися в нагромадження скельних брил. Передбачалося, що на пошук обхідних шляхів противнику доводилося витрачати тижні.

### Єгипет

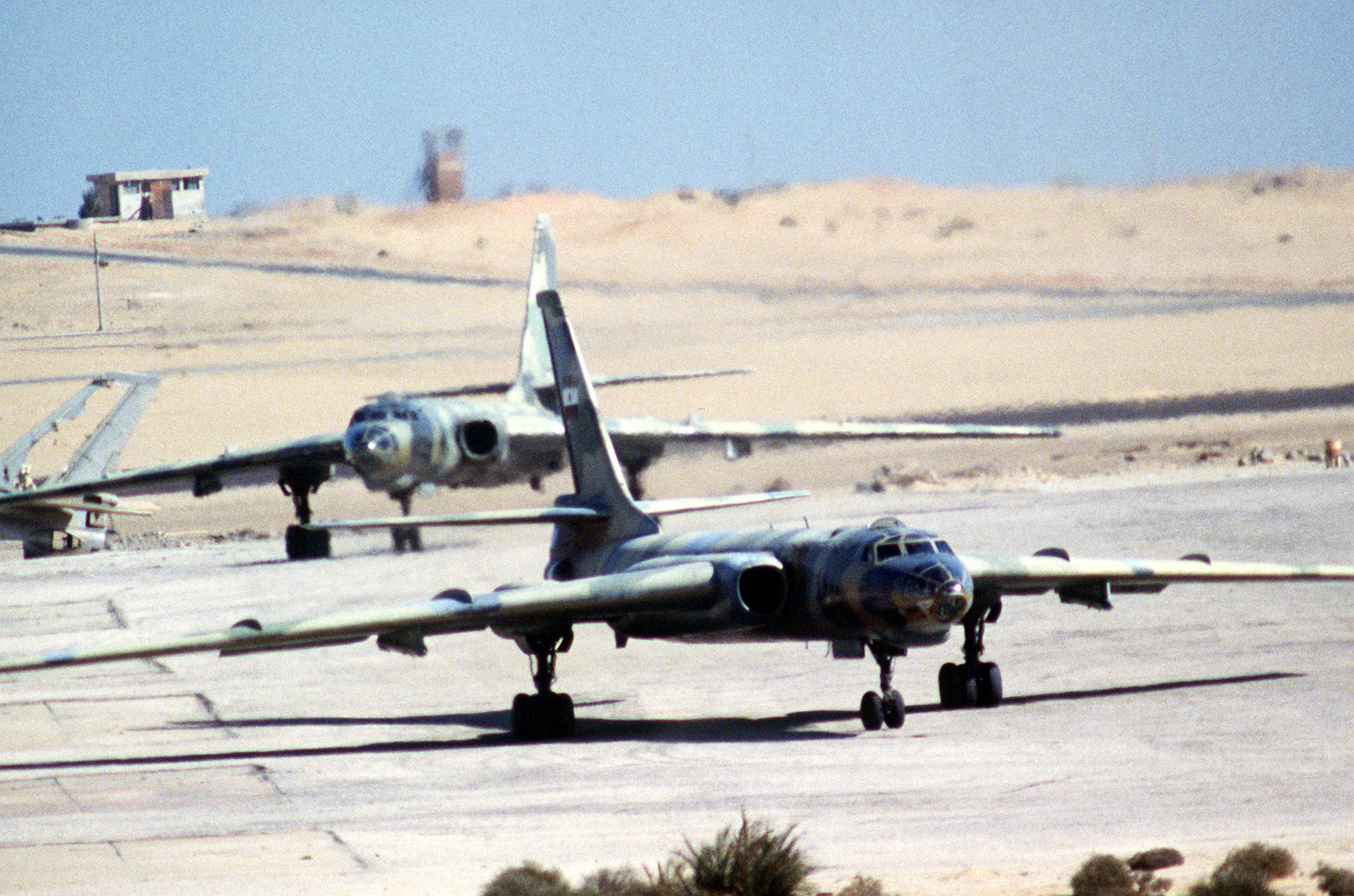
Єгипетські Ту-16 на аеродромі

Під час Шестиденної війни 1967 року ізраїльська авіація знищила на аеродромах 30 єгипетських Ту-16, усі що мали на той час ЗС Єгипту. Літаки єгиптян перебували на відкритих стоянках і були знищені ізраїльтянами напалмовими і бомбовими касетами під час прольоту вздовж руліжної доріжки. Після цього вся радянська військова авіація почала переводитися на капонірні стоянки.
Єгипетські Ту-16 брали також обмежену участь у Війні Судного дня 1973 року. На той час Єгипет мав 31 Ту-16 (Ту-16Т, Ту-16КСР-2-А, Ту-16КСР-2-11, Ту-16Р і Ту-16К), зведені у три ескадрильї — 34-у (11 Ту-16, авіабаза Джанакліс), 35-у (11 Ту-16, Асуан), 36-у (10 Ту-16К, Каїр-Вест). У першому ударі 6 жовтня 1973 року брали участь 7 ракетоносців Ту-16. Одна з ракет влучила в польовий табір біля Белузи, знищивши штаб 9-го танкового батальйону. Іншою ракетою був знищений великий склад. Увечері того ж дня пара Ту-16 крилатими ракетами знищили РЛС біля Шарм-еш-Шейху — були вбиті чотири оператора і водій. У наступні дні Ту-16 здійснили ще ряд успішних атак на об'єкти противника. Так 14 жовтня одиночний Ту-16 пуском крилатих ракет знищив ізраїльську РЛС, убивши при цьому двох операторів. Бомбардувальники Ту-16 здійснили кілька нічних ударів по прифронтовим і тиловим об'єктам ізраїльтян. Зокрема, кілька бомб впали на розташування 890-го батальйону ізраїльських парашутистів. Загалом було випущено 25 ракет КСР-2 і КСР-11, з яких своїх цілей досягли лише 5. Інформація про втрати суперечлива. За одними даними, від ворожого вогню не був втрачений жоден Ту-16, за іншими — з двох втрачених літаків один був збитий своїми зенітниками і один розбився з технічних причин, обидва екіпажі загинули. За одними даними, два Ту-16 були збиті ізраїльськими «Фантомами» над Середземним морем. За іншими даними ізраїльтяни збили один Ту-16.

### Ірак
Відразу після ізраїльського удару по Єгипту 6 червня 1967 року з авіабази Хаббанія два іракських Ту-16 10-ї ескадрильї провели бомбардування Нетанії. Один з них при поверненні отримав пряме попадання ракети «повітря-повітря» ізраїльського перехоплювача «Міраж», але зміг повернутися на аеродром, інший був збитий.
Іракські бомбардувальники Ту-16 брали участь в ірано-іракській війні 1980 року, базуючись на авіабазі «H3» (поряд Аль-Валід) біля сирійського кордону і періодично беручи участь в авіанальотах на іранські міста, а також використовувалися для постановники радіоперешкод. На початок війни Ірак мав не менше шести бомбардувальників Ту-16 у складі 10-ї ескадрильї. 22 вересня три іракських Ту-16 вилетіли для удару по іранському аеродрому Ісфаган. Один літак зіткнувся з горою, два інших розбомбили злітно-посадкову смугу іранського аеродрому та залізобетонні укриття. 21 квітня 1985 року чотири іракських Ту-16 здійснили килимове бомбардування іранських військових об'єктів під Тегераном, в результаті удару Іран втратив 78 убитими і 325 пораненими. Всі чотири Ту-16 успішно повернулися на аеродром Таммуз.
На початку 1987 року Ту-16 використовувалися іракцями для килимових бомбардувань іранських військ, що вели наступ під Басрою. 9 січня чотири Ту-16 вилетіли для бомбардування скупчення живої сили на схід від річки Шатт-ель-Араб. При підльоті один літак був збитий ракетою ЗРК Hawk. Три інших бомбардувальники успішно виконали бомбометання по скупченням іранських військ.
До кінця війни через Єгипет були закуплені чотири китайські ракетоносці Xian H-6D (китайська версія Ту-16) з 50-ма ракетами C-601 Sylkworm (китайська версія П-15 «Терміт» повітряного базування). У 1988 році ці іракські літаки випустили близько 30 ракет по кораблям біля іранського узбережжя, потопивши і пошкодивши не менше 15 з них.

### Індонезія
Ту-16КС-1, отримані Індонезією від СРСР у 1961 році, в 1962 році брали участь у операції «Трікора» з захоплення Західної Нової Гвінеї, зокрема шістка Ту-16 готувалася до ракетної атаки авіаносця Karel Doorman (R81). Приготування були зупинені тільки через введення припинення вогню між Індонезією і Нідерландами.

## Модифікації

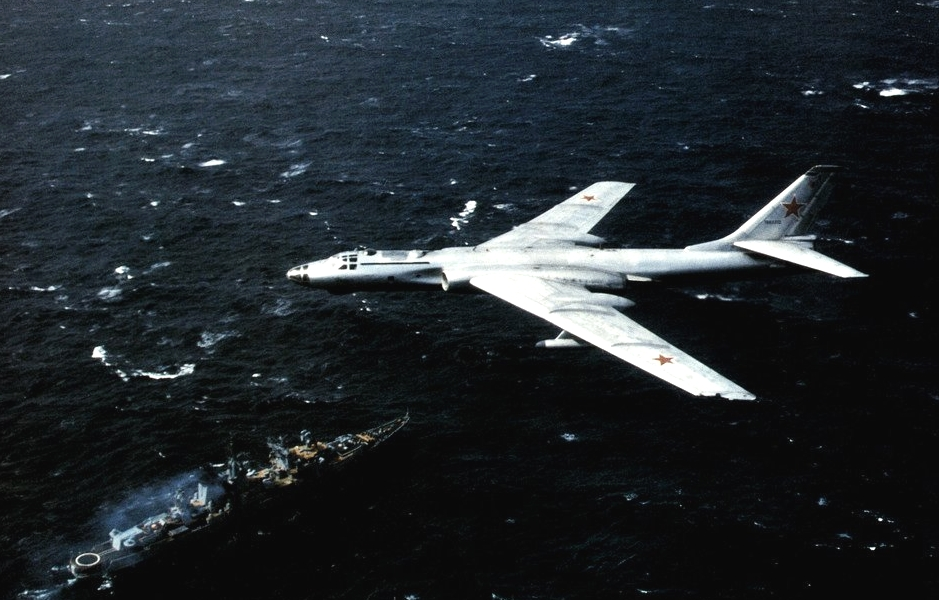
Ту-16 і ВПК пр.1134. Середземне море. 1964 рік

### СРСР
Проєкт «88» — прототип Ту-16. На початку 1952 року було виготовлено два літаки цього типу. Проєкт «97» — модифікація Ту-16 під два двигуни ВД-5 і збільшену стрілоподібність крила до 45º. Проєкт «103» — концепт надзвукового бомбардувальника, проєкт модифікації Ту-16 під чотири двигуни ВД-7 або АМ-13.
Цивільною модифікацією Ту-16 вважається перший радянський турбореактивний пасажирський літак Ту-104. Він відрізнявся від прототипу фюзеляжем збільшеного діаметру. Перший політ здійснив 17 червня 1955 року. У 1956—1960 роках виготовлено 201 літак Ту-104.
Стройові Ту-16 по кілька разів за час експлуатації перероблялися на різні варіанти і точний підрахунок всіх модифікацій вже неможливий. Також існувало безліч літаків однієї модифікації, але з різним обладнанням, наприклад, в ескадрильї постановників перешкод можна було не знайти двох однакових літаків. Частина літаків перероблялася під конкретні завдання і могла стояти на озброєнні тільки в одному певному полку.
| Назва моделі                     | Короткі характеристики, відмінності |
| -------------------------------- | --- |
| Ту-16                            | Середній бомбардувальник, перша серійна модифікація. Випускався з 1953 року |
| Ту-16А                           | Стратегічний бомбардувальник — носій ядерної зброї. Випускався з 1954 року. Наймасовіша модифікація, побудовано 453 літаки. З одного з них 27 жовтня 1967 року була скинута перша китайська термоядерна бомба |
| Ту-16В                           | Стратегічний бомбардувальник, побудований в трьох екземплярах. Носій водневої бомби, аналогічної тій, що була випробувана 30 жовтня 1961 року на Новій Землі |
| Ту-16Б                           | Середній бомбардувальник, дослідна модифікація з двигунами М-16-15 (РД16-15). Виготовлений у 1957 році |
| Ту-16ЗА                          | Бомбардувальник з системою дозаправлення паливом у польоті. Відрізнявся наявністю паливоприймача на крилі |
| Ту-16К                           | Три дослідних ракетоносця під ракети К-10С з двигунами РД16-15 зі збільшеною дальністю польоту |
| Ту-16К-10                        | Далекий бомбардувальник-ракетоносець морської авіації. Серійно випускався з 1959 року. Побудовані або переобладнані 216 машин |
| Ту-16К-10(ЗА)                    | Літак-ракетоносець з системою дозаправлення паливом у польоті |
| Ту-16К-10-26                     | Далекий бомбардувальник-ракетоносець. Носій крилатих ракет К-10С, КСР-2, КСР-5 |
| Ту-16К-10-26Б                    | Доопрацьований варіант Ту-16К-10-26. Крім ракет міг нести авіабомби калібру 100—1500 кг на зовнішній підвісці |
| Ту-16К-11-16                     | Далекий бомбардувальник-ракетоносець керованих ракет К-16 (КСР-2) і К-11 (КСР-11). Розроблений у 1963 році. Відрізнявся наявністю станції радіотехнічної розвідки «Ріца» і відсутністю носової гармати. Під стандарт Ту-16К-11-16 перероблялися літаки Ту-16, Ту-16А, Ту-16З, Ту-16КС |
| Ту-16К-16 (Ту-16КСР, Ту-16КСР-2) | Бомбардувальник-ракетоносець, носій керованих ракет К-16 (КСР-2). Розроблений у 1956—1958 роках. Прийнятий на озброєння в січні 1962 року. На Ту-16К-16 переобладнувалися літаки Ту-16КС |
| Ту-16К-16-26 (Ту-16КСР-2-5)      | Дане позначення отримували літаки-ракетоносці Ту-16К-11-16 після переробки за типом Ту-16К-26 |
| Ту-16К-22                        | Літак-ракетоносець. Носій ПКР Х-22 |
| Ту-16К-26                        | Літак-ракетоносець. Носій ПКР К-26 (КСР-5). Прийнятий на озброєння 4 грудня 1969 |
| Ту-16К-26П                       | Літак-ракетоносець. Носій ПКР КСР-5П. Розроблено на початку 1970-х років |
| Ту-16КС                          | Далекий бомбардувальник-ракетоносець носій ПКР КС-1 «Комета». У бомбовідсіку встановлена РЛС наведення «Кобальт-М». На озброєння прийнятий не був, хоча експлуатувався в авіації ВМФ і поставлявся на експорт (близько 40 літаків цього варіанту були поставлені в Індонезію і Єгипет) |
| Ту-16КСР (КСР-2)                 | Літак-ракетоносець. Носій ПКР КСР і КСР-2 |
| Ту-16КСР-2-11                    | Літак-ракетоносець. Міг нести ракети КСР-2 і КСР-11 в будь-якій комбінації, а також бомби вільного падіння. В цей варіант було переобладнано 156 бомбардувальників Ту-16А і Ту-16А (ЗА), допрацьовувалися також ракетоносці Ту-16КСР-2А |
| Ту-16ПЛ (ПЧО)                    | Експериментальний варіант літака протичовнової оборони |
| Ту-16СП                          | Протичовновий літак |
| Ту-16Т                           | Літак-торпедоносець. Випускався з 1957 року. Побудовано або переобладнано 76 машин. Літак міг нести дві реактивні авіаційні торпеди РАТ-52, шість висотних торпед 45-54ВТ (або низковисотні 45-56НТ), дві глибинні бомби СБ-2Ф, 12 авіаційних донних мін АМД-4-500 або чотири міни АМД-4-10ОО. Також могли підвішуватися реактивно-спливаючі міни РМ-1 і РМ-2, універсальні донні міни УДМ, донні міни МДМ-3, МДМ-4, МДМ-5, «Серпей», якірні міни «Ліра», міни типу АМД-2М, ИГД-М, «Десна», навчальні міни-бомби УПАМБ-100/80, торпеди 45-36МАВ. Загальна вага озброєння досягала 8,7 тон. Крім того, Ту-16Т міг брати повний комплект озброєння звичайного бомбардувальника — до 9 т. Перебував на озброєнні до 1972 року |
| Ту-16СПС                         | Літак — постановник перешкод РЕБ. На борту були встановлені станції УПС-1 і СПС-2, а у вантажному відсіку — додаткова кабіна спецоператора. Випускався з 1955 року |
| Ту-16П «Елка»                    | Літак — постановник пасивних перешкод РЕБ. З 1960 року переобладнувалися усі Ту-16СПС |
| Ту-16П «Букет»                   | Літак РЕБ груповий захисту. Оснащувався станцією постановки активних перешкод «Букет» |
| Ту-16Р                           | Далекій літак-розвідник. Мав сім фотокамер, станцію активних перешкод, апаратуру радіотехнічної розвідки СРС-3 в підвісних контейнерах під крилом. Розроблений у 1955 році |
| Ту-16РМ                          | Літак розвідки і цілевказання. Мав аерофотоапарати АФА-41/20, АФА-42/20, АФА-42/75, АФА-42/100, Натан-МК-75, станцію радіотехнічної розвідки СРС-4 і радіолокатор Рубін-1К. Переобладнано кілька Ту-16К-10 |
| Ту-16РМ-1 (РМ-2)                 | Літак морської радіоелектронної розвідки і РЕБ. Встановлювалася РЛС ЕН-Р, станції СРС-1 і СРС-4, фотоапарати АФА-33/20М і АФА-42/75. На деяких машинах стояли станції перешкод. Літаки, переобладнані з Ту-16К-10 отримали назву Ту-16РМ-1, а з Ту-16К-10Д — Ту-16РМ-2. Всього експлуатувалося 23 літаки |
| Ту-16РР                          | Літак радіаційної розвідки. Мав підвісні контейнери з апаратурою для забору проб повітря. Розроблений у 1970 році. Переобладнано сім Ту-16Р |
| Ту-16Е «Азалія»                  | Літак радіоелектронної розвідки і РЕБ, оснащений станцією постановки активних перешкод «Азалія» |
| Ту-16Е-ХР                        | Літак РХБ розвідки. Призначався для ведення фотографічної, радіотехнічної, радіаційної та хімічної розвідки. Під площинами встановлювалися контейнери для забору проб повітря |
| Ту-16АФС                         | Єдиний літак для спеціальної аерофотозйомки. Застосовувався для фотозйомки Байкало-Амурської магістралі. У вантажному відсіку були встановлені аерофотоапарати АФА-42/20 |
| Ту-16З (Ту-16Ю)                  | Літак-заправник. Оснащувався крильовою системою дозаправлення у повітрі. Розроблений у 1955 році. Переобладнано понад 100 літаків |
| Ту-16ЗЩ                          | Літак-заправник. На відміну від Ту-16З мав систему дозаправлення для заправки через «конус». Використовувався для дозаправки Ту-22 |
| Ту-16Н                           | Заправник літаків Ту-22. Оснащувався системою заправки «шланг-конус». Переобладнувались з бомбардувальників з 1963 року |
| Ту-16ЛЛ                          | Літаючі лабораторії для випробування різних двигунів. У вантажному відсіку монтувався агрегат з гідроприводом, який випускав двигун вниз. Для аварійних випадків був механізм скидання вантажу. Всього для випробування двигунів було переобладнано дев'ять літаків. Літаки експлуатувалися 30 років. На них були випробувані майже всі радянські ТРД 2-го і 3-го поколінь. Також було кілька Ту-16 з іншими експериментальними пристроями, усі вони проходили як «літаючі лабораторії». 1 лютого 1971 на одному з таких літаків загинув Амет-Хан Султан |
| Ту-16Г                           | Єдиний літак, що був перероблений в навчальний для підготовки екіпажів цивільної авіації на Ту-104 (проходив по документації як Ту-104Г) |
| Ту-16РТ                          | Літаковий вимірювальний пункт для випробувань крилатої ракети «Буря». У 1956 році переобладнано шість літаків Ту-16Р |
| Ту-16РЦ                          | Літаюча лабораторія для випробувань системи наведення ракет П-6. Виготовлений в 1964 році |
| Ту-16КРМ                         | Носій ракет-мішеней. Міг нести мішені КРМ-1, КРМ-2, КСР-5НМ, КСР-5НВ |
| Ту-16КРМЕ                        | Варіант носія мішеней МВ-1 (КРМ-2), переобладнаний з постановника радіоперешкод Ту-16Е. На літаку стояли станції УПС-1, СПС-2, «Сирень» і автомат АСО-16. При пусках мішеней Ту-16КРМЕ міг додатково ускладнювати роботу ЗРК шляхом постановки активних і пасивних перешкод |
| Ту-16М                           | Радіокерована мішень, переобладнана з Ту-16, що виробив свій ресурс |
| Ту-16НМ                          | Носій мішеней типу Д-5НМ і Д-5МВ |
| Ту-16НКРМ                        | Носій мішеней висотних швидкісних мішеней — імітаторів цілей ІЦ-59 «Олень» та ІЦ-59У «Магніт» |
| Ту-16С                           | Морський пошуково-рятувальний літак. Оснащувався скидаємим катером «Фрегат». Наприкінці 1960-х років переобладнано кілька Ту-16Т. Стояв на озброєнні до середини 1980-х |
| Ту-16ТРЖК                        | Літак для перевезення рідкого кисню |
| Ту-16 «Циклон-Н»                 | Літак дослідження термодинамічних параметрів атмосфери. Призначався для активного впливу на хмари. Комплекс спецзасобів складався з касетних утримувачів КДС-155 для відстрілу метеопіропатронів ПВ-50 з йодистим сріблом, контейнера для сипучих речовин (цементу). На зовнішніх пілонах передбачалося підвішувати контейнери типу К-76(Л) з реагентом або контейнери типу КМГ-У. У 1977 переобладнано два літаки. Обидва базувалися на аеродромі «Чкаловський». Використовувалися для «розгону хмар» під час Олімпіади-80, при ліквідації аварії на Чорнобильській АЕС |

### Китай
Виробником Ту-16 є Китайська Народна Республіка, де його випускали за ліцензією під назвою Xian H-6. Китайська копія Ту-16 перебуває на озброєнні й досі. Остання модифікація Xian H-6K з турбовентиляторними двигунами проведена у 2007 році.
| Назва моделі | Короткі характеристики, відмінності |
| ------------ | --- |
| Xi'an H-6    | Середній бомбардувальник. Варіант Ту-16, що вироблявся в Китаї за ліцензією. Виготовлено не менше 200 літаків |
| Xi'an H-6A   | Стратегічний бомбардувальник — носій ядерної зброї |
| Xi'an H-6B   | Літак-розвідник |
| Xi'an H-6C   | Середній бомбардувальник із покращеними характеристиками |
| Xi'an H-6D   | Морський бомбардувальник-ракетоносець |
| Xi'an H-6E   | Стратегічний ядерний бомбардувальник із покращеними характеристиками |
| Xi'an H-6F   | Модернізація H-6A та H-6C |
| Xi'an H-6G   | Літак розвідки і РЕБ. |
| Xi'an H-6H   | Дальній ракетоносець. Носій крилатих ракет наземного базування, озброєний двома ракетами, побудований у 1990-х роках. Не має внутрішнього бомбового відсіку або оборонного озброєння. |
| Xi'an H-6K   | Звичайний бомбардувальник. Модифікація Xian H-6 з двоконтурними турбовентиляторними двигунами Д-30КП-2 |
| Xi'an H-6J   | Морський ударний бомбардувальник. Модифікований варіант H-6K для використання Морською авіацією ВМС КНР, призначений для заміни H-6G; має більшу бойову вантажопідйомність і дальність з характеристиками, подібними до H-6K. |
| Xi'an H-6M   | Носій крилатих ракет. Оснащений системою обльоту рельєфу місцевості та чотирма підкрильними вузлами підвіски для розміщення озброєння. Не має внутрішнього бомбового відсіку або оборонного озброєння. Вважається, що виробництво цього варіанта було відновлено на початку 2006 року. |
| Xi'an H-6N   | Ядерний бомбардувальник. Має перероблений фюзеляж замість бомбового відсіку для встановлення авіаційної балістичної ракети, ймовірно CH-AS-X-13 — авіаційного варіанту протикорабельної балістичної ракети DF-21. Також може нести крилаті ракети наземного ураження CJ-10K/KD-20 або KD-63. Ймовірно, цей бомбардувальник надійшов на озброєння у 2018 році. Візуально відрізняється від інших варіантів заправною штангою над носовою частиною. |
| Xi'an HD-6   | Літак радіоелектронної боротьби. Має суцільний ніс і обтічник у формі каное, які, як вважається, містять обладнання для радіоелектронної протидії. |

## Оператори

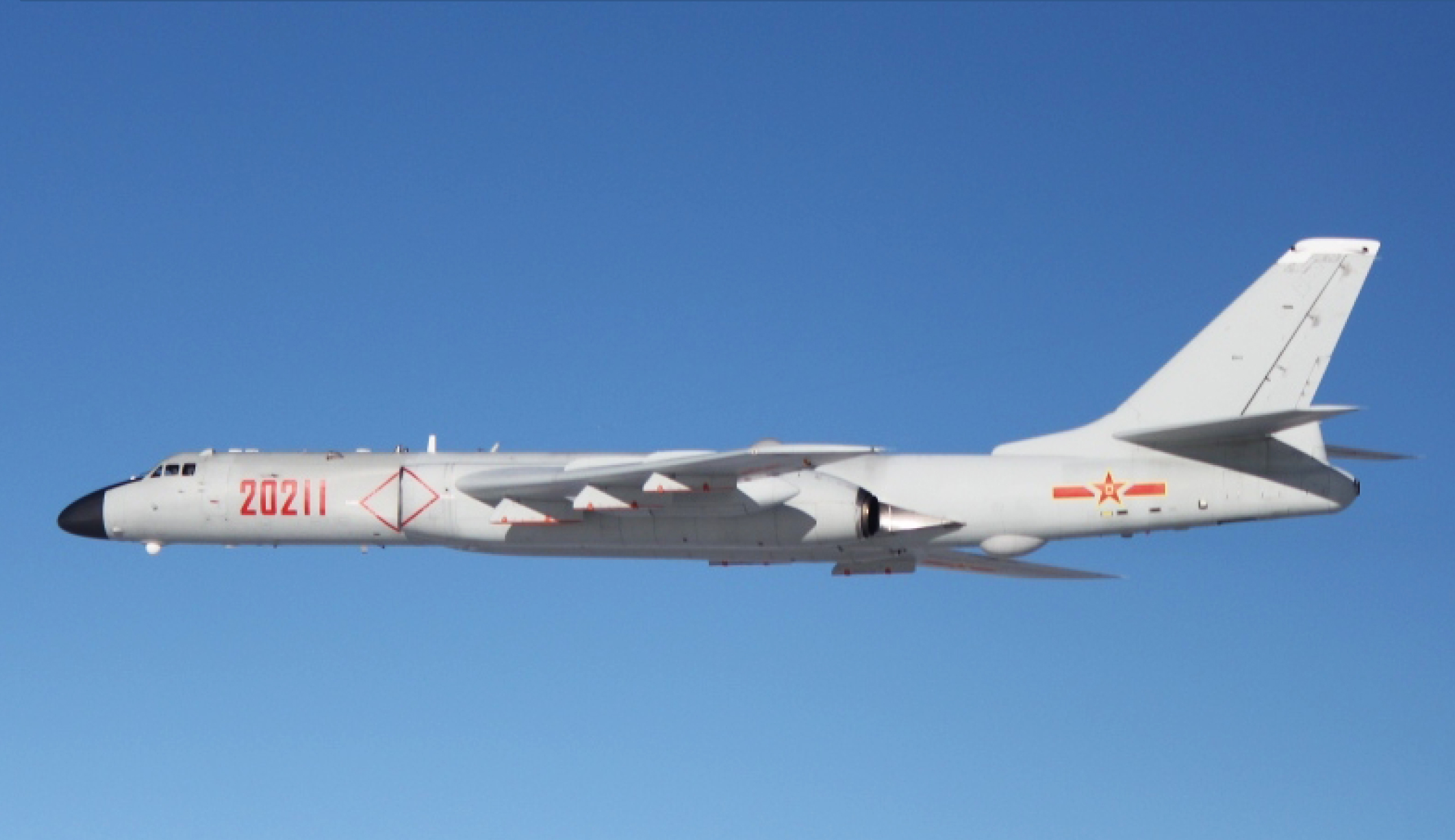
Китайський Xian H-6K в польоті, 2015

### Сучасні
- КНР:
  - ПС НВАК — 219: близько 12 H-6A, 27 H-6G/G mod, 18 H-6J, близько 40 H-6H/M, близько 110 H-6K та 12+ H-6N на озброєнні, станом на 2025 рік.[22]

### Колишні

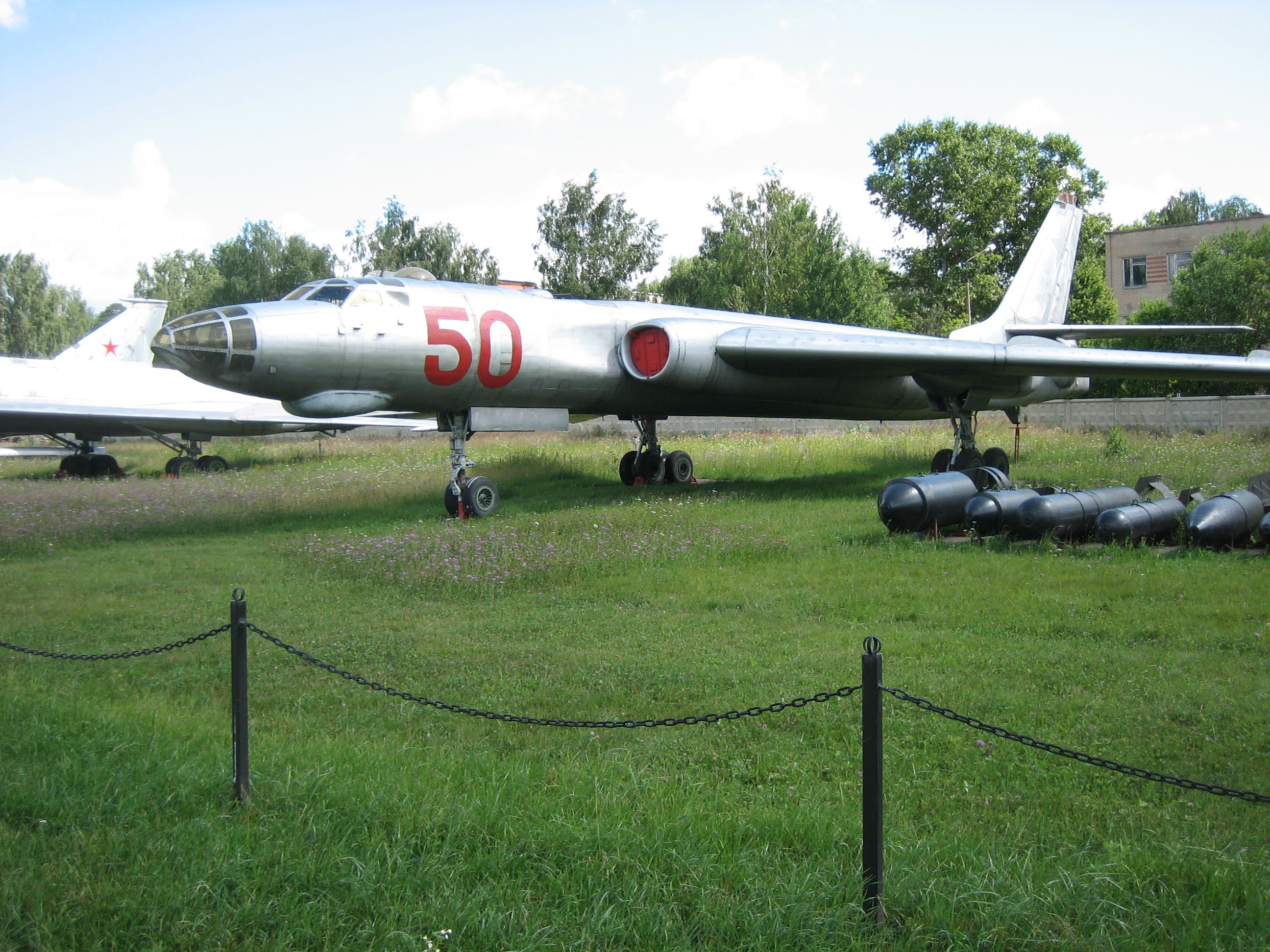
Російський Ту-16 в авіамузеї, Моніно

- СРСР — перебував на озброєнні аж до розпаду СРСР у 1991 році. Бомбардувальники Ту-16 залишилися в наступних країнах, що утворилися після розпаду СРСР:
  -  Росія — близько половини Ту-16 після розпаду СРСР залишилася в Росії, але вже до 1995 року бомбардувальники цього типу були зняті з озброєння
  -  Україна — станом на 1992 рік 77 Ту-16 і Ту-16К (27 Ту-16К — 251-й гвардійський авіаполк, 6 Ту-16П — 185-й гвардійський авіаполк, 23 Ту-16К — 260-й авіаполк і 21 Ту-16 540-й морський ракетоносний авіаполк), зняті з озброєння в середині 1990-х. У 1997 році за російсько-українською угодою про параметри поділу Чорноморського флоту Україні відійшло ще 11 Ту-16 (8 Ту-16К, 3 Ту-16СПС)[23]. До бойового складу ВПС України літаки не вводилися, списані. За іншими даними у спадок від СРСР Україна отримала 121 літак[24], на кінець 1993 року з них літало 19, на консервації перебувало 49 Ту-16
  -  Білорусь — 18 літаків, успадкованих від Радянського Союзу. Виведені з експлуатації до 1995 року[25]
  -  Грузія — 20 літаків, успадкованих від Радянського Союзу. Виведені з експлуатації до 1995 року[26]
  -  Азербайджан — 10 літаків, успадкованих від Радянського Союзу. Виведені з експлуатації у 1995 році[27]
  -  Вірменія — 30 літаків, успадкованих від Радянського Союзу. Виведені з експлуатації у 1995 році[28]
- Єгипет — мав на озброєнні Ту-16КС, Ту-16Т, Ту-16КСР-2-11, Ту-16Р, а також китайські Xian H-6. Під час Шестиденної війни 1967 року ізраїльські ПС знищили на аеродромах 30 Ту-16 єгипетських ПС, усі що мав на той час Єгипет. Xian H-6 списані у 2000 році[17]
- Індонезія — у 1961 році придбала 26 Ту-16КС-1. Виведені з експлуатації у 1970 році[17]
- Ірак — 8 Ту-16, 6 Ту-16КСР-2-11, а також 4 Xian H-6D. Усі, крім одного H-6D, знищені в ході операції «Буря в пустелі» у 1991 році. Останній H-6D був утилізований у 2003 році[17]